# Schottkys form
Inom matematiken är Schottkys form eller Schottkys invariant en Siegel-spetsform J av grad 4 och vikt 8 introducerad av Friedrich Schottky (1888, 1903) som ett 16:degradspolynom av thetakonstanter av genus 4. 
Han bevisade att den försvinner vid alla Jacobiska punkter (punkterna av fjärdegradens Siegels övre halvplan korresponderande till fyrdimensionella abelska varieteter som är Jacobivarieteter av kurvor av genus 4). Igusa (1981) bevisade att den är en multipel av differensen θ4(E8 ⊕ E8) − θ4(E16) av två thetafunktioner av genus 4 av de två 16-dimensionella jämna unimodulära gittren och att dess nolldelare är irreducibelt. Poor & Yuen (1996) bevisade att den genererar det endimensionella rummet av Siegel-spetsformer av nivå 1, genus 4 och vikt 8. Ikeda bevisade att Schottkyformen är bilden av Dedekinds deltafunktion under Ikedalyftet.